# らぐジェネ
らぐジェネは、2005年1月29日から4月30日まで「あっ!とおどろく放送局」で配信していたインターネットテレビ番組。最終回の総集編を含めて全14回配信。
オンラインゲーム『ラグナロクオンライン』紹介のための番組で、番組名はラグナロクオンライン世代（ジェネレーション）から名付けられた。パーソナリティはラグナロクオンラインのヘビーユーザーである植田佳奈と森永理科が担当。

## 番組コーナー
ラグナリンク
パーソナリティ2人がゲストを招いてトークする
植田佳奈の「おでかけしましょ♪」
植田佳奈が妄想デートを繰り広げる(なぜかいつも最後には相手に逃げられてしまう)
ラグナロクオンラインで遊んじゃお～
パーソナリティ2人がラグナロクをプレイする
出張!WEBヘルプデスク
WEBヘルプデスクに投稿された疑問質問にガンホー広田とこっすぃ～が答える
森永理科の「モエモエ向上委員会」
森永理科が自分が萌える物について話すコーナー「激もえ日記」だったが、リスナーが自分の萌える物を送ってくるコーナーになった
ふつおたギルド
リスナーから来たふつおたを紹介するコーナー、採用されるとMC2人から職位が与えられる
突然!お絵かきコーナー
突発コーナー。質問に対してMC二人がイラストを描く（第12回のみ）

## ゲスト
- 緑川光（第2回）
- 瀧本富士子（第3回）
- 小清水亜美（第4回）
- 荻原秀樹（第5回）
- 門脇舞（第6回）
- 伊月ゆい（第7回）
- 小暮英麻（第8回）
- 豊口めぐみ（第9回）
- 山本麻里安（第10回）
- 櫻井孝宏（第11回）
- 生天目仁美（第12回）

## 放送局
放送は次の3局で行われていた。
- アニメイトTV（オンデマンド：毎週木曜更新）
- あっ!とおどろく放送局（ライブストリーミング：毎週土曜日22時～（初回放送））（オンデマンド：毎週月曜更新）
- SHOWMAN'S TV（オンデマンド：毎週日曜更新）